# Phil Bauhaus

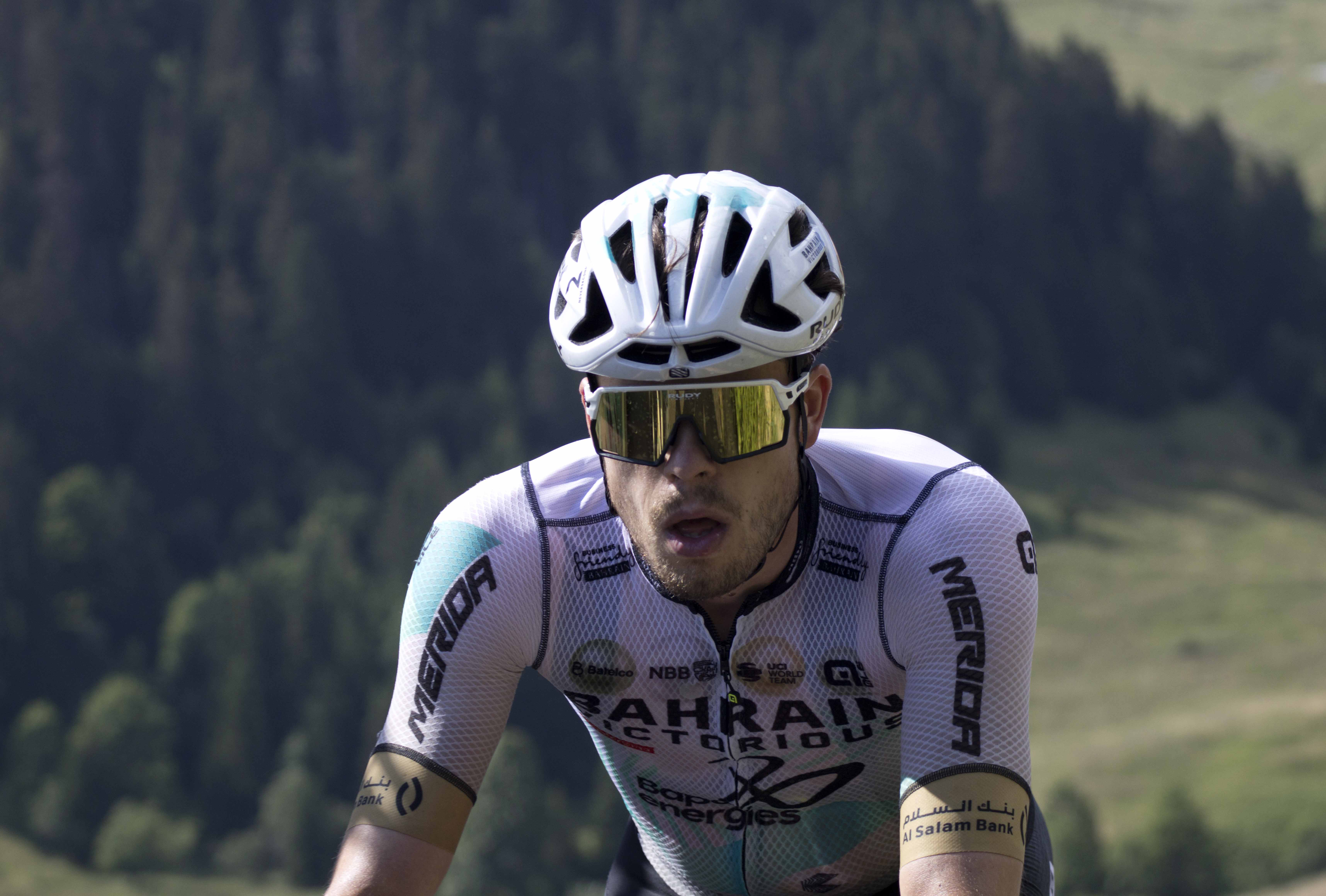
Bauhaus während der Tour de France 2023

Phil Bauhaus (* 8. Juli 1994 in Bocholt) ist ein deutscher Radrennfahrer. Er gilt als starker Sprinter.

## Karriere
2013 gewann Phil Bauhaus mit einer Etappe der Bulgarien-Rundfahrt sein erstes internationales Straßenrennen. Bei den Deutschen U23-Straßenmeisterschaften 2014 belegte Bauhaus Rang zwei, beim Rennen der Elite wurde er hinter André Greipel und John Degenkolb Dritter. Zur Saison 2015 wechselte er zum Team Bora-Argon 18. Für diese Mannschaft gewann er 2016 die Abschlussetappe der Dänemark-Rundfahrt, eines Etappenrennens der hors categorie.
Mit dem Giro d’Italia 2017 bestritt Bauhaus seine erste Grand Tour. Er platzierte sich in Massensprintankünften dreimal unter den ersten Zehn, darunter einmal als Vierter und leistete Mannschaftsarbeit für den Gesamtführenden Tom Dumoulin. Er musste das Rennen auf der 17. Etappe ermüdet aufgeben. Sein bis dahin größter Erfolg gelang ihm beim Critérium du Dauphiné 2017, wo er im Massensprint die fünfte Etappe für sich entschied. Bei der Abu Dhabi Tour 2018 gewann er im Sprint die dritte Etappe, wenige Millimeter vor Marcel Kittel. Bei der Auftaktetappe der BinckBank Tour wurde er vom Straßenweltmeister Peter Sagan im Zielsprint knapp geschlagen.
Zur Saison 2019 wechselte Bauhaus zum Team Bahrain-Merida, zu dem auch Marcel Sieberg wechselte, der Bauhaus in den Sprints unterstützen sollte. Bauhaus gewann in seinem ersten Jahr bei dieser Mannschaft den italienischen Halbklassiker Coppa Bernocchi und zu Saisonbeginn 2020 die Gesamtwertung und zwei Etappen der Saudi Tour.
Auch in die Saison 2021 startete er erfolgreich mit einem Sprintsieg auf der letzten Etappe der Tour de La Provence. Er gewann er je zwei Etappen der Ungarn-Rundfahrt und der Slowenien-Rundfahrt. Im Bergaufsprint der Auftaktetappe der Polen-Rundfahrt gewann er sein zweites Rennen der WorldTour. Beim Tirreno–Adriatico 2022 entschied er den hektischen Sprint der letzten Etappe für sich.
Zu Saisonbeginn 2023 gewann er mit der ersten Etappe der Tour Down Under ein weiteres Rennen der WorldTour, ehe er auch bei Tirreno–Adriatico 2024 erfolgreich war. Nach einem Etappensieg bei der Slowenien-Rundfahrt ging er bei der Tour de France 2024 an den Start, wo er Zweiter im Massensprint der 16. Etappe wurde.

## Erfolge
2013
- eine Etappe Bulgarien-Rundfahrt

2014
- Skive-Løbet
- zwei Etappen Portugal-Rundfahrt
- Deutsche Meisterschaft – Straßenrennen (U23)
- Deutsche Meisterschaft – Straßenrennen
- eine Etappe Baltic Chain Tour
- Kernen Omloop Echt-Susteren

2016
- eine Etappe Tour d’Azerbaïdjan
- eine Etappe Oberösterreich-Rundfahrt
- eine Etappe Dänemark-Rundfahrt

2017
- eine Etappe Critérium du Dauphiné

2018
- eine Etappe Abu Dhabi Tour

2019
- Coppa Bernocchi

2020
- Gesamtwertung und zwei Etappen Saudi Tour

2021
- eine Etappe Tour de La Provence
- zwei Etappen und Punktewertung Tour de Hongrie
- zwei Etappen Slowenien-Rundfahrt
- eine Etappe Polen-Rundfahrt

2022
- eine Etappe Tirreno–Adriatico
- eine Etappe Polen-Rundfahrt

2023
- eine Etappe Tour Down Under

2024
- eine Etappe Tirreno–Adriatico
- eine Etappe Slowenien-Rundfahrt

## Wichtige Platzierungen
| Grand Tour            | 2017 | 2018 | 2019 | 2020 | 2021 | 2022 | 2023 | 2024 | 2025 |
| --------------------- | ---- | ---- | ---- | ---- | ---- | ---- | ---- | ---- | ---- |
| Giro d’ItaliaGiro     | DNF  | –    | –    | –    | –    | 138  | –    | DNF  | –    |
| Tour de FranceTour    | –    | –    | –    | –    | –    | –    | DNF  | DNF  | 151  |
| Vuelta a EspañaVuelta | –    | –    | DNF  | –    | –    | –    | –    | –    |      |

| Monument                 | 2017 | 2018 | 2019 | 2020 | 2021 | 2022 | 2023 | 2024 | 2025 |
| ------------------------ | ---- | ---- | ---- | ---- | ---- | ---- | ---- | ---- | ---- |
| Mailand–Sanremo          | –    | –    | –    | –    | –    | 136  | –    | –    | –    |
| Flandern-Rundfahrt       | DNF  | –    | –    | –    | –    | –    | –    | –    | 103  |
| Paris–Roubaix            | –    | 78   | DNF  | –    | –    | –    | –    | –    | 23   |
| Lüttich–Bastogne–Lüttich | –    | –    | –    | –    | –    | –    | –    | –    | –    |
| Lombardei-Rundfahrt      | –    | –    | –    | –    | –    | –    | –    |      |      |